# ヴァラエタルワイン

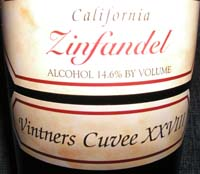
ジンファンデルから造られたカリフォルニアのヴァラエタルワイン。

ヴァラエタルワイン（英: varietal wine）は、概ね1種類のブドウ品種を用いて作られ、ブドウの品種名がラベルに明記されているワインを指す。ニューワールドのワインで多く見られる。

## 概要
ヴァラエタルワインでは、ラベルにブドウ品種名が記されることが一般的である。よく使われる品種としては、例えばカベルネ・ソーヴィニヨンやシャルドネ、メルローなどが挙げられる。セミヨン・シャルドネのように複数の品種が記載されている場合はブレンドワインと呼ばれ、ヴァラエタルワインであるとは見なされない。

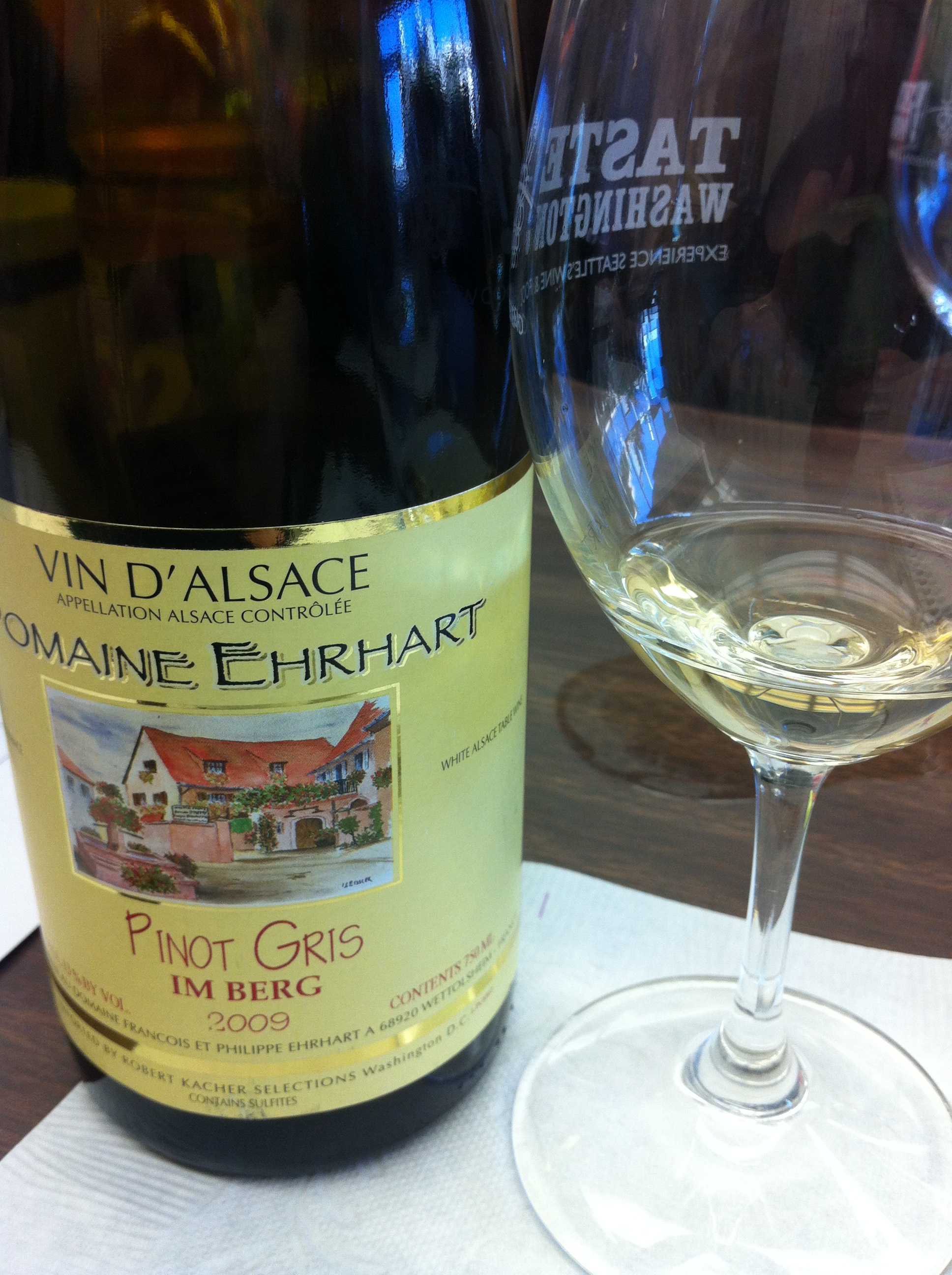
アルザスのワイン。伝統的産地ではあるが、ラベルには品種名としてピノ・グリ（Pinot Gris）と明記されている。

この語は、アメリカで禁酒法時代を抜けて以降、カリフォルニア大学デービス校のメイナード・アメリンによって広まった。これはワイン生産者が差的なブドウ品種を選ぶことを奨励した動きを反映している。その後、フランク・スクーンメイカーにより1950年代から60年代にかけてさらに一般的になり、1970年代にはカリフォルニアワインブームにより極めて一般的になった。ヴァラエタルワインという概念は一般的にはニューワールドのワインに結び付けられているが、長い歴史のあるワイン産地であっても品種名をラベルに記載することは行われ、なかでもドイツやドイツの影響を受けているオーストリア、アルザス、チェコといった地域では一般的である。
ブドウ品種名を記載して売り出されるヴァラエタルワイン以外には、複数のブドウ品種をブレンドして造られるワインのほか、シャンパーニュやボルドーなどのような原産地統制呼称制度によるものがある。例えばフランスのように、AOCの規定により地名を表示すればどのような品種が用いられているかが概ね分かる状況ではヴァラエタルワインは一般的ではない。それに対しニューワールドにとっては、飲んだことがないような産地のワインであっても味のイメージが付きやすいヴァラエタルワインが有利であり、ワインに詳しくない消費者にとっても分かりやすいとして人気になった。
ラベルに記載したブドウ品種をどの程度使う必要があるかは各国のワイン法によって異なる。例えば、チリではあるブドウ品種85％以上使用していればラベルに品種名を記載でき、必ずしも100%使用しているとは限らない。